# نجات (فیلم ۲۰۰۹)
نجات (انگلیسی: Salvage) فیلمی در ژانر ترسناک است که در سال ۲۰۰۹ منتشر شد. از بازیگران آن می‌توان به لینزلی کوکر اشاره کرد.

## داستان
زمانی که مردم یک منطقه ساحلی دست به آشوب می‌زنند، ارتش دور تا دور منطقه را حصاربندی می‌کند. حال یک مادر تنها باید بر تمام سختی‌ها غلبه کند تا دخترش را نجات دهد.